# Barisone III di Torres
Barisone III di Torres Lacon de Thori (Ardara, 1221 – Sorso, 1236) è stato giudice del Torres (o Logudoro) dal 1232 al 1236.

## Biografia
Barisone III (anche conosciuto come Barison o Barusone) (1221-1236) è stato per un breve periodo il Giudice di Torres (o del Logudoro) dal 1232 fino alla sua morte. Era l'unico figlio maschio di Mariano II di Torres, a cui successe.
La nobiltà che si opponeva alla famiglia dei Visconti di Pisa scelse Orzocco de Serra come reggente. Barisone fu assassinato a Sorso durante una sommossa popolare istigata dalle famiglie Doria e Malaspina, appartenenti alla fazione pro Repubblica di Genova.
Secondo il Libellus Iudicum Turritanorum, fu sepolto nella chiesa di San Pantaleo a Sorso.
I nobili Logudoresi, in base alle volontà del padre Mariano II di Torres, dovettero eleggere una delle sorelle, Adelasia o Benedetta, già contessa di Empúries, alla guida del giudicato. La scelta ricadde per acclamazione su Adelasia.